# یوسف چیم
یوسف چیم (متولد ۲۶ سپتامبر ۱۹۹۱ در استانبول) بازیگر و مدل اهل ترکیه می‌باشد.

## کارنامه هنری (تلویزیون)
| Yıl    | Yapım                | Rol              | Notlar                                                          |
| ۲۰۱۴   | ازرا                 | مصطفی            | نقش اصلی                                                        |
| ۲۰۱۵ - | هِرَم                  | خودش             |                                                                 |
| ۲۰۱۵   | بوی توت فرنگی        | بوراک ماژاراوغلو |                                                                 |
| ۲۰۱۶   | دختر دهاتی           | فرید ثابت        | نقش اصلی                                                        |
| ۲۰۱۷   | آشوب درونم           | امره بادملی      | این سریال در شبکه فارسی‌زبان We 1 به نام ماسک شیشه ای پخش می‌شود. |
| ۲۰۱۷   | عاشق چکارا که نمیکنه | اوزان اکینسوی    | نقش اصلی                                                        |
| ۲۰۱۸   | ثِروَت                 | جان ایگیت        | نقش اصلی                                                        |

## آگهی‌های تبلیغاتی
- Avea :۲۰۱۰
- Gs Mobile :۲۰۱۰
- Aksiyon Dergisi :۲۰۱۱

## حضور در موزیک ویدیو
- دمت آکالین - Aşk
- دِمِت آکالین - Sabıka

## آهنگ
| Yıl  | نام آهنگ      | کمپانی آهنگ     |  |
| ---- | ------------- | --------------- |  |
| ۲۰۱۳ | Olsun Bi Kere | Poll Production |  |